# SuperSport United Football Club
Il SuperSport United F.C. è stata una società calcistica sudafricana, con sede a Pretoria.
Militava nella Premier Division, la massima serie del campionato sudafricano di calcio.
Il club era originariamente chiamato Pretoria City. Nel 2004 venne acquistato dalla M-Net che ottenne l'autorizzazione dalla SAFA per modificare il nome del club. È anche conosciuto dai sostenitori con il nome di Matsatsantsa a Pitori.
Nella classifica IFFHS 2005, che ordina tutte le squadre del mondo per i risultati conseguiti, è risultata la migliore squadra del Sudafrica classificandosi al 138º posto con 101 punti, migliorando di 28 posizioni (166°) rispetto al 2004.
Nella stagione 2009-2010 conquista il suo terzo campionato sudafricano, per altro il terzo di fila. Nel 2025 cede il titolo sportivo al neonato Siwelele e cessa di esistere.

## Palmarès

### Competizioni nazionali
- Premier Division: 3

2007-2008, 2008-2009, 2009-2010
- Coppa del Sudafrica: 5

1999, 2005, 2012, 2016, 2017
- Coppa di Lega sudafricana: 1

2014
- MTN 8: 3

2004, 2017, 2019

### Competizioni giovanili
- Reserve League: 1

2022-2023

### Altri piazzamenti
- Premier Division:

Secondo posto: 2001-2002, 2002-2003
Terzo posto: 2003-2004, 2011-2012
- Coppa del Sudafrica:

Finalista: 1995, 2012-2013
- Coppa di Lega sudafricana:

Finalista: 2004, 2005, 2016
Semifinalista: 2012
- Coppa della Confederazione CAF:

Finalista: 2017

## Rosa 2015-2016
| N. |                          | Ruolo | Calciatore       |
| -- | ------------------------ | ----- | ---------------- |
| 3  | Sudafrica (bandiera)     | D     | Sibusiso Khumalo |
| 4  | Sudafrica (bandiera)     | D     | Clayton Daniels  |
| 5  | Nuova Zelanda (bandiera) | D     | Michael Boxall   |
| 6  | Sudafrica (bandiera)     | C     | Thato Mokeke     |
| 7  | Sudafrica (bandiera)     | A     | Bradley Grobler  |
| 8  | Sudafrica (bandiera)     | C     | Dean Furman      |
| 9  | Sudafrica (bandiera)     | C     | Ace Bhengu       |
| 10 | Zimbabwe (bandiera)      | A     | Kingston Nkhatha |
| 11 | Nuova Zelanda (bandiera) | A     | Jeremy Brockie   |
| 12 | Sudafrica (bandiera)     | C     | Enocent Mkhabela |
| 13 | Sudafrica (bandiera)     | C     | Thuso Phala      |
| 14 | Sudafrica (bandiera)     | C     | Mark Mayambela   |
| 15 | Sudafrica (bandiera)     | C     | Mpho Mbebe       |
| 16 | Togo (bandiera)          | C     | Dové Womé        |
| 17 | Sudafrica (bandiera)     | C     | Morne Nel        |

| N. |                      | Ruolo | Calciatore        |
| -- | -------------------- | ----- | ----------------- |
| 18 | Sudafrica (bandiera) | C     | Michael Morton    |
| 19 | Sudafrica (bandiera) | A     | Fagrie Lakay      |
| 20 | Sudafrica (bandiera) | D     | Grant Kekana      |
| 22 | Sudafrica (bandiera) | D     | Luvolwethu Mpeta  |
| 24 | Sudafrica (bandiera) | C     | David Mathebula   |
| 25 | Sudafrica (bandiera) | D     | Denwin Farmer     |
| 26 | Sudafrica (bandiera) | D     | Thabo September   |
| 27 | Sudafrica (bandiera) | D     | Mario Booysen     |
| 28 | Australia (bandiera) | C     | Isaka Cernak      |
| 30 | Sudafrica (bandiera) | P     | Ronwen Williams   |
| 31 | Sudafrica (bandiera) | P     | Boalefa Pule      |
| 32 | Sudafrica (bandiera) | P     | Dumsani Msibi     |
| 33 | Sudafrica (bandiera) | C     | Zama Rambuwane    |
| 36 | Sudafrica (bandiera) | C     | Khayelihle Shozi  |
|    | Sudafrica (bandiera) | C     | Tshepiso Sathekge |

## Rosa 2012-2013
| N. |                      | Ruolo | Calciatore       |
| -- | -------------------- | ----- | ---------------- |
| 1  | Sudafrica (bandiera) | P     | Rowen Fernández  |
| 2  | Sudafrica (bandiera) | D     | Ronald Mohlaka   |
| 4  | Sudafrica (bandiera) | D     | Bevan Fransman   |
| 5  | Sudafrica (bandiera) | C     | Danleigh Borman  |
| 6  | Zambia (bandiera)    | D     | Davies Nkausu    |
| 7  | Sudafrica (bandiera) | A     | Kermit Erasmus   |
| 8  | Sudafrica (bandiera) | C     | George Maluleka  |
| 9  | Sudafrica (bandiera) | A     | Thabiso Nkoana   |
| 10 | Sudafrica (bandiera) | C     | Sameehg Doutie   |
| 11 | Sudafrica (bandiera) | A     | Sibusiso Zuma    |
| 12 | Sudafrica (bandiera) | A     | Ashley Hartog    |
| 13 | Sudafrica (bandiera) | D     | Innocent Mdledle |
| 14 | Sudafrica (bandiera) | D     | Lucas Thwala     |
| 15 | Sudafrica (bandiera) | C     | Mark Haskins     |
| 16 | Ghana (bandiera)     | C     | Edwin Gyimah     |
| 17 | Sudafrica (bandiera) | A     | Prince Nxumalo   |

| N. |                      | Ruolo | Calciatore        |
| -- | -------------------- | ----- | ----------------- |
| 18 | Botswana (bandiera)  | C     | Mogogi Gabonamong |
| 19 | Zambia (bandiera)    | C     | Clifford Mulenga  |
| 20 | Sudafrica (bandiera) | D     | Grant Kekana      |
| 21 | Sudafrica (bandiera) | A     | Mabhuti Khenyeza  |
| 22 | Sudafrica (bandiera) | C     | Jabulani Maluleke |
| 23 | Sudafrica (bandiera) | C     | Moffat Mdluli     |
| 24 | Sudafrica (bandiera) | C     | Franklin Cale     |
| 25 | Sudafrica (bandiera) | D     | Roscoe Pietersen  |
| 26 | Sudafrica (bandiera) | D     | Thabo September   |
| 27 | Sudafrica (bandiera) | A     | Nathan Paulse     |
| 28 | Malawi (bandiera)    | A     | Atusaye Nyondo    |
| 29 | Senegal (bandiera)   | D     | Mor Diouf         |
| 30 | Sudafrica (bandiera) | P     | Ronwen Williams   |
| 31 | Sudafrica (bandiera) | P     | Boalefa Pule      |
|    | Sudafrica (bandiera) | D     | Bongani Khumalo   |